# مسجد أغا محمود
مسجد أغا محمود هو مسجد تاريخي يعود إلى عصر الدولة الصفوية، ويقع في طهران.